# Banjica
För andra betydelser, se Banjica (olika betydelser).

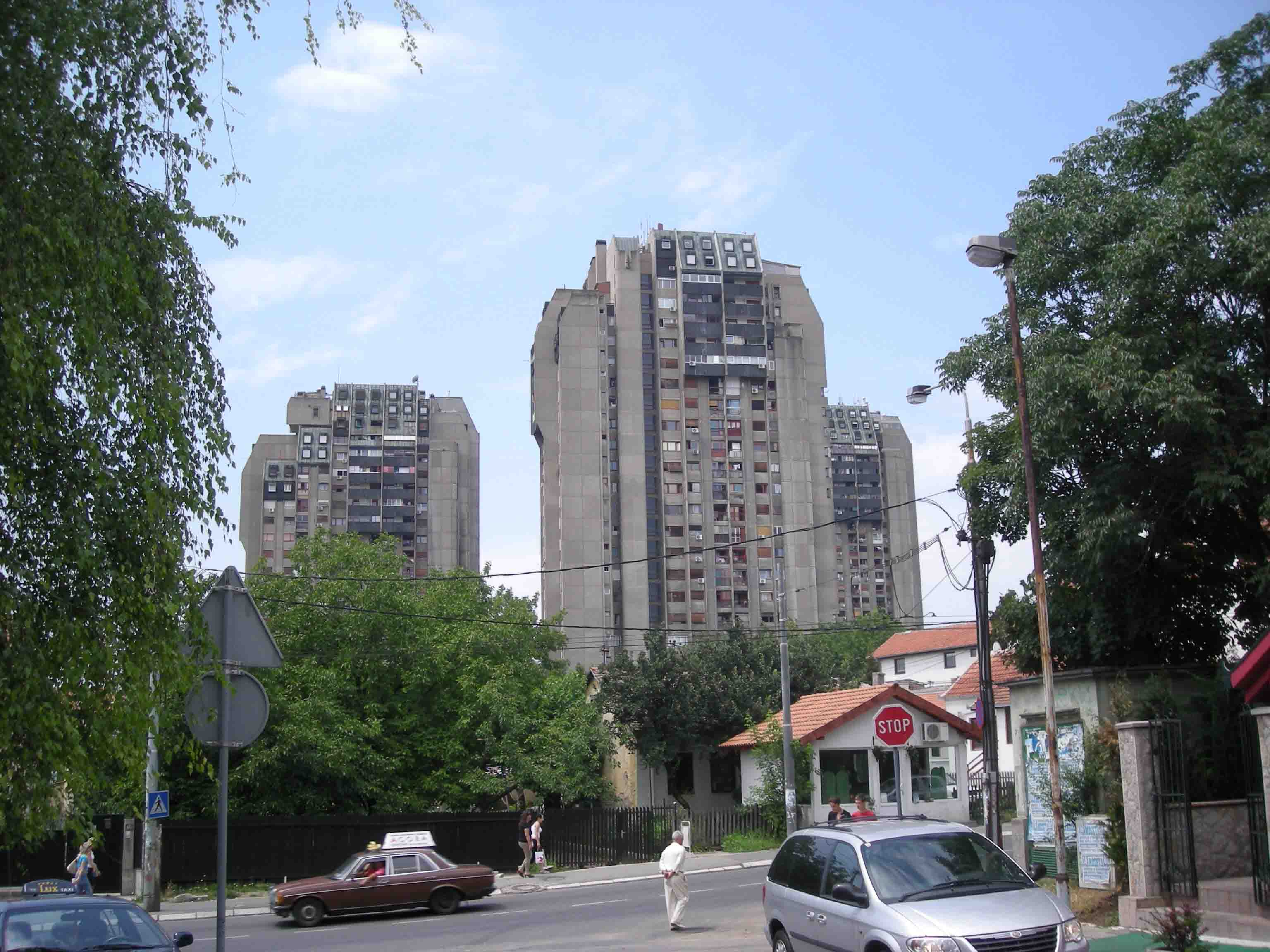
Banjica

Banjica (kyrilliska: Бањица) är en förort till Serbiens huvudstad Belgrad och tillhör administrativt Voždovac. Banjica ligger ca 6 km söder om centrala Belgrad och hade 17 711 invånare år 2002.

## Historia
Arkeologiska fornlämningar visar att människan levde här för redan 7000 år sedan.
Under andra världskriget låg här ett nazityskt koncentrationsläger med samma namn.